# Желмино
Желмино — деревня в Сокольском районе Вологодской области.
Входит в состав Двиницкого сельского поселения, с точки зрения административно-территориального деления — в Двиницкий сельсовет.
Расстояние по автодороге до районного центра Сокола — 45 км, до центра муниципального образования Чекшина — 7 км. Ближайшие населённые пункты — Наумовское, Берьково, Тохмарево.
По данным переписи в 2002 году постоянного населения не было.